# Лидеры эскадренных миноносцев типа «Россарол»
Лидеры эскадренных миноносцев типа «Чезаре Россарол» — тип лидеров эскадренных миноносцев Королевского итальянского флота, построенных в 1913—1915 годах. Первые представители этого класса кораблей в ВМС Италии. По итальянской классификации кораблей относились к «лёгким разведчикам» (итал. Esploratore Leggero). Всего на верфи Ансальдо построили 3 корабля этого типа — «Чезаре Россарол» (Cesare Rossarol), «Джульельмо Пеле» (Guglielmo Рере), «Алессандро Поэрио» (Alessandro Poerio). Корабли этого типа участвовали в Первой мировой войне и Гражданской войне в Испании.

## Вооружение
Первоначально предполагалось, что лидеры будут нести по 8 ТА, но в ходе строительства торпедное вооружение уменьшили в пользу артиллерии. В 1918 г. 102-мм пушки заменены на новые, с длиной ствола в 45 клб. В 1916 г. на «Дж. Пепе» установили две 76-мм зенитки, в следующем году их сняли и все три корабля вооружили двумя 40-мм автоматами «Виккерс».
К моменту продажи испанским националистам оба уцелевших корабля несли по 5 — 102/35-мм орудий, 2 — 40/39-мм автомата, 2 — 13,2 мм пулемета и 2 пулемета меньшего калибра. Затем 1 — 40-мм заменено на 2 — 20/65-мм автомата.

## История службы
«Россарол» погиб в северной Адриатике от подрыва на мине, остальные два в 27.10.1937 г. переданы ВМС франкистов в Порто-Комте (Сардиния) и служили в Испании под названиями «Теруэль» («Джульельмо Пеле») и «Уэска» («Алессандро Поэрио») .
Активно использовались, несмотря на регулярные аварии ЭУ. 24.4.1938 столкнулись друг с другом около Пальмы (Мальорка). Ремонт в Кадисе, «Уэска» — 3 месяца, «Теруэль» — 5 месяцев. После окончания Гражданской войны использовались, как учебные корабли. В 1942 прошли средний ремонт. «Теруэль» списан в 1948, «Уэска» — в 1953.

## Представители проекта
| Эсминец                                             | Операторы                          | Спущен на воду | Начало службы | Конец службы                                                 |
| --------------------------------------------------- | ---------------------------------- | -------------- | ------------- | ------------------------------------------------------------ |
| Чезаре Россарол (итал. Cesare Rossarol)             | Королевские ВМС Италии             | 15.08.1914     | 6.08.1915     | подорвался на мине и затонул 16.11.1918 в Северной Адриатике |
| Гульельмо Пеле (итал. Guglielmo Рере) «Теруэль»     | Королевские ВМС Италии ВМС Испании | 17.09.1914     | 20.08.1915    | списан в 1948                                                |
| Алессандро Поэрио (итал. Alessandro Poerio) «Уэска» | Королевские ВМС Италии ВМС Испании | 4.09.1914      | 25.05.1915    | списан в 1953                                                |